# 瓦伦萨 (葡萄牙)
瓦倫薩（葡萄牙語：Valença，發音：[vɐˈlẽsɐ] ⓘ）是葡萄牙維亞納堡區的市镇，位於該國北部，始建於1217年，面積117.13平方公里，2011年人口14,127，該城鎮人口密度每平方公里120.61人。